# Gare de Blackpool North
La gare de Blackpool North est une gare ferroviaire du Royaume-Uni, située sur le territoire de la ville de Blackpool.

## Service des voyageurs

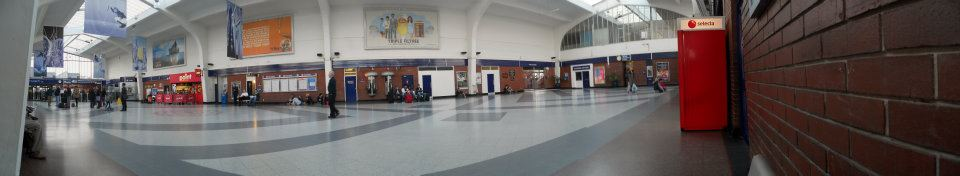
Panorama sur l'intérieur de la station

## Histoire
La gare ouvre le 29 avril 1846.[réf. nécessaire]